# Turnee WTA 125 din 2025
Turneele WTA 125 reprezintă circuitul secundar profesionist de tenis organizat de Asociația de Tenis pentru Femei și este a treisprezecea ediție. Turneele WTA 125 nu sunt incluse în seria evenimentelor principale din circuitul WTA și se află deasupra circuitului feminin ITF.
În urma invaziei Rusiei în Ucraina, federațiile de tenis din Rusia și Belarus au fost suspendate și retrase din toate competițiile internaționale pe echipe, iar jucătorilor din Rusia și Belarus nu li se permite să concureze sub drapelul și numele țării lor.

## Program
| Săptămâna     | Turneu                                                                                              | Campioni                                              | Finaliști                                 | Semifinaliști                                | Sfert-finaliști                                                            |
| ------------- | --------------------------------------------------------------------------------------------------- | ----------------------------------------------------- | ----------------------------------------- | -------------------------------------------- | -------------------------------------------------------------------------- |
| 30 decembrie  | Workday Canberra International Canberra, Australia Hard – $164,000 – 32S/32Q/16D                    | Aoi Ito 6–4, 6–3                                      | Wei Sijia                                 | Nuria Párrizas Díaz Alexandra Eala           | Oksana Selekhmeteva Nina Stojanović Simona Waltert Taylah Preston          |
| 30 decembrie  | Workday Canberra International Canberra, Australia Hard – $164,000 – 32S/32Q/16D                    | Jaimee Fourlis Petra Hule 7–5, 4–6, [10–6]            | Darja Semeņistaja Nina Stojanović         | Nuria Párrizas Díaz Alexandra Eala           | Oksana Selekhmeteva Nina Stojanović Simona Waltert Taylah Preston          |
| 3 februarie   | L&T Mumbai Open Mumbai, India Hard – 115.000 $ – 32S/24Q/16D                                        | Jil Teichmann 6–3, 6–4                                | Mananchaya Sawangkaew                     | Maaya Rajeshwaran Revathi Rebecca Marino     | Shrivalli Bhamidipaty Mei Yamaguchi Lanlana Tararudee Mai Hontama          |
| 3 februarie   | L&T Mumbai Open Mumbai, India Hard – 115.000 $ – 32S/24Q/16D                                        | Amina Anshba Elena Pridankina 7–6(7–4), 2–6, [10–7]   | Arianne Hartono Prarthana Thombare        | Maaya Rajeshwaran Revathi Rebecca Marino     | Shrivalli Bhamidipaty Mei Yamaguchi Lanlana Tararudee Mai Hontama          |
| 10 februarie  | Cancún Open Cancún, Mexic Hard – 115.000 $ – 32S/16Q/16D                                            | Emiliana Arango 6–2, 6–1                              | Carson Branstine                          | Francesca Jones Maya Joint                   | Iryna Shymanovich Séléna Janicijevic Solana Sierra Katarzyna Kawa          |
| 10 februarie  | Cancún Open Cancún, Mexic Hard – 115.000 $ – 32S/16Q/16D                                            | Maya Joint Taylah Preston 6–4, 6–3                    | Aliona Bolsova Yvonne Cavallé Reimers     | Francesca Jones Maya Joint                   | Iryna Shymanovich Séléna Janicijevic Solana Sierra Katarzyna Kawa          |
| 17 martie     | Megasaray Hotels Open Antalia, Turcia Zgură – $115,000 – 32S/16Q/16D                                | Anca Todoni 6–3, 6–2                                  | Leyre Romero Gormaz                       | Clara Burel Maja Chwalińska                  | Chloé Paquet Arantxa Rus VJ Kasintseva Elsa Jacquemot                      |
| 17 martie     | Megasaray Hotels Open Antalia, Turcia Zgură – $115,000 – 32S/16Q/16D                                | Maja Chwalińska Anastasia Dețiuc 4–6, 6–3, [10–2]     | Jesika Malečková Miriam Škoch             | Clara Burel Maja Chwalińska                  | Chloé Paquet Arantxa Rus VJ Kasintseva Elsa Jacquemot                      |
| 24 martie     | Mexico Series Puerto Vallarta 125 Puerto Vallarta, Mexic Hard – $115,000 – 32S/16Q/8D               | Jaqueline Cristian 7–5, 6–4                           | Linda Fruhvirtová                         | Rebeka Masarova Heather Watson               | Tatjana Maria Maddison Inglis Marina Stakusic Maya Joint                   |
| 24 martie     | Mexico Series Puerto Vallarta 125 Puerto Vallarta, Mexic Hard – $115,000 – 32S/16Q/8D               | Hanna Chang Christina McHale 2–6, 6–2, [10–7]         | Maya Joint Ena Shibahara                  | Rebeka Masarova Heather Watson               | Tatjana Maria Maddison Inglis Marina Stakusic Maya Joint                   |
| 24 martie     | Megasaray Hotels Open 2 Antalia, Turcia Zgură – $115,000 – 32S/16Q/16D                              | Olga Danilović 6–2, 6–3                               | VJ Kasintseva                             | Oksana Selekhmeteva Veronika Erjavec         | Simona Waltert Tamara Zidanšek María Lourdes Carlé Jessica Bouzas Maneiro  |
| 24 martie     | Megasaray Hotels Open 2 Antalia, Turcia Zgură – $115,000 – 32S/16Q/16D                              | María Lourdes Carlé Simona Waltert 3–6, 7–5, [10–3]   | Maja Chwalińska Anastasia Dețiuc          | Oksana Selekhmeteva Veronika Erjavec         | Simona Waltert Tamara Zidanšek María Lourdes Carlé Jessica Bouzas Maneiro  |
| 31 martie     | Open Internacional Femení Solgironès La Bisbal d'Empordà, Spania Zgură – 115.000 $ – 32S/8Q/8D      | Darja Semeņistaja 5–7, 6–0, 6–4                       | Dalma Gálfi                               | Panna Udvardy Aliona Bolsova                 | Eva Lys Alizé Cornet Guiomar Maristany Caroline Werner                     |
| 31 martie     | Open Internacional Femení Solgironès La Bisbal d'Empordà, Spania Zgură – 115.000 $ – 32S/8Q/8D      | Magali Kempen Anna Sisková 7–6(7–1), 6–1              | Darja Semeņistaja Nina Stojanović         | Panna Udvardy Aliona Bolsova                 | Eva Lys Alizé Cornet Guiomar Maristany Caroline Werner                     |
| 31 martie     | Megasaray Hotels Open 3 Antalia, Turcia Zgură – $115,000 – 32S/16Q/16D                              | Solana Sierra 6–3, 6–4                                | Leyre Romero Gormaz                       | Astra Sharma Tara Würth                      | Anna Bondár Lia Karatancheva Zheng Wushuang Simona Waltert                 |
| 31 martie     | Megasaray Hotels Open 3 Antalia, Turcia Zgură – $115,000 – 32S/16Q/16D                              | Anna Bondár Simona Waltert 7–5, 2–6, [10–6]           | Alicia Barnett Elixane Lechemia           | Astra Sharma Tara Würth                      | Anna Bondár Lia Karatancheva Zheng Wushuang Simona Waltert                 |
| 14 aprilie    | Oeiras Ladies Open Oeiras, Portugalia Zgură – $115,000 – 32S/16Q/16D                                | Dalma Gálfi 4–6, 6–1, 6–2                             | Katie Volynets                            | Varvara Lepchenko Simona Waltert             | Panna Udvardy Elena Pridankina Nina Stojanović Victoria Jiménez Kasintseva |
| 14 aprilie    | Oeiras Ladies Open Oeiras, Portugalia Zgură – $115,000 – 32S/16Q/16D                                | Francisca Jorge Matilde Jorge 6–1, 6–2                | Anastasia Dețiuc Patricia Maria Țig       | Varvara Lepchenko Simona Waltert             | Panna Udvardy Elena Pridankina Nina Stojanović Victoria Jiménez Kasintseva |
| 28 aprilie    | L'Open 35 de Saint-Malo Saint-Malo, Franța Zgură – 115.000 $ – 32S/16Q/16D                          | Naomi Osaka 6–1, 7–5                                  | Kaja Juvan                                | Viktorija Golubic Léolia Jeanjean            | McCartney Kessler Katie Volynets Fiona Ferro Elsa Jacquemot                |
| 28 aprilie    | L'Open 35 de Saint-Malo Saint-Malo, Franța Zgură – 115.000 $ – 32S/16Q/16D                          | Maia Lumsden Makoto Ninomiya 7–5, 6–2                 | Oksana Kalashnikova Angelica Moratelli    | Viktorija Golubic Léolia Jeanjean            | McCartney Kessler Katie Volynets Fiona Ferro Elsa Jacquemot                |
| 28 aprilie    | Catalonia Open WTA 125 Vic, Spania Zgură – 115.000 $ – 32S/16Q/16D                                  | Dalma Gálfi 6–3, 6–0                                  | Rebeka Masarova                           | Aliaksandra Sasnovici Oksana Selekhmeteva    | Carlota Martínez Círez Kateřina Siniaková Guiomar Maristany Aliona Bolsova |
| 28 aprilie    | Catalonia Open WTA 125 Vic, Spania Zgură – 115.000 $ – 32S/16Q/16D                                  | Bianca Andreescu Aldila Sutjiadi 6–2, 6–4             | Leylah Fernandez Lulu Sun                 | Aliaksandra Sasnovici Oksana Selekhmeteva    | Carlota Martínez Círez Kateřina Siniaková Guiomar Maristany Aliona Bolsova |
| 12 mai        | Trophée Clarins Paris, Franța Zgură – $115,000 – 32S/16Q/16D                                        | Katie Boulter 3–6, 6–2, 6–3                           | Chloé Paquet                              | Aliaksandra Sasnovich Varvara Gracheva       | Amanda Anisimova Julie Belgraver Kamilla Rakhimova Elsa Jacquemot          |
| 12 mai        | Trophée Clarins Paris, Franța Zgură – $115,000 – 32S/16Q/16D                                        | Irina Khromacheva Fanny Stollár 4–6, 7–6(7–5), [10–5] | Tereza Mihalíková Olivia Nicholls         | Aliaksandra Sasnovich Varvara Gracheva       | Amanda Anisimova Julie Belgraver Kamilla Rakhimova Elsa Jacquemot          |
| 12 mai        | Parma Ladies Open Parma, Italia Zgură – $115,000 – 32S/16Q/16Ds                                     | Mayar Sherif 6–4, 6–4                                 | Victoria Mboko                            | Simona Waltert Irina-Camelia Begu            | Yulia Putintseva Marina Stakusic Anna Bondár Wang Xinyu                    |
| 12 mai        | Parma Ladies Open Parma, Italia Zgură – $115,000 – 32S/16Q/16Ds                                     | Jesika Malečková Miriam Škoch 6–2, 6–0                | Sabrina Santamaria Tang Qianhui           | Simona Waltert Irina-Camelia Begu            | Yulia Putintseva Marina Stakusic Anna Bondár Wang Xinyu                    |
| 2 iunie       | Rothesay Classic Birmingham, Regatul Unit Iarbă – $115,000 – 32S/24Q/8D                             | Greet Minnen 6–2, 6–1                                 | Linda Fruhvirtová                         | Jessika Ponchet Rebeka Masarova              | Mingge Xu Lucrezia Stefanini Robin Montgomery Kimberly Birrell             |
| 2 iunie       | Rothesay Classic Birmingham, Regatul Unit Iarbă – $115,000 – 32S/24Q/8D                             | Destanee Aiava Cristina Bucșa 6–4, 6–2                | Alicia Barnett Elixane Lechemia           | Jessika Ponchet Rebeka Masarova              | Mingge Xu Lucrezia Stefanini Robin Montgomery Kimberly Birrell             |
| 2 iunie       | Makarska Open Makarska, Croația Zgură – $115,000 – 32S/8Q/8D                                        | Sára Bejlek 6–0, 6–1                                  | Victoria Jiménez Kasintseva               | Maya Joint Lola Radivojević                  | Darja Semeņistaja Mayar Sherif Petra Marčinko Mona Barthel                 |
| 2 iunie       | Makarska Open Makarska, Croația Zgură – $115,000 – 32S/8Q/8D                                        | Jesika Malečková Miriam Škoch 2–6, 6–3, [10–4]        | Oksana Kalashnikova Elena Pridankina      | Maya Joint Lola Radivojević                  | Darja Semeņistaja Mayar Sherif Petra Marčinko Mona Barthel                 |
| 2 iunie       | Open delle Puglie Bari, Italia Zgură – $115,000 – 32S/8Q/8D                                         | Anca Todoni 6–7(4–7), 6–4, 6–4                        | Anna Bondár                               | Kathinka von Deichmann Nuria Párrizas Díaz   | Ana Bogdan Jil Teichmann Iryna Shymanovich Viktoriya Tomova                |
| 2 iunie       | Open delle Puglie Bari, Italia Zgură – $115,000 – 32S/8Q/8D                                         | Maria Kozyreva Iryna Shymanovich 3–6, 6–4, [10–7]     | Quinn Gleason Ingrid Martins              | Kathinka von Deichmann Nuria Párrizas Díaz   | Ana Bogdan Jil Teichmann Iryna Shymanovich Viktoriya Tomova                |
| 9 iunie       | BBVA Open Internacional de Valencia Valencia, Spania Zgură – 115.000 $ – 32S/16Q/8D                 | Nuria Párrizas Díaz 7–5, 7–6(11–9)                    | Louisa Chirico                            | Hanne Vandewinkel Gao Xinyu                  | Solana Sierra Mona Barthel Iryna Shymanovich Sára Bejlek                   |
| 9 iunie       | BBVA Open Internacional de Valencia Valencia, Spania Zgură – 115.000 $ – 32S/16Q/8D                 | Maria Kozyreva Iryna Shymanovich 6–3, 6–4             | Yvonne Cavallé Reimers Ángela Fita Boluda | Hanne Vandewinkel Gao Xinyu                  | Solana Sierra Mona Barthel Iryna Shymanovich Sára Bejlek                   |
| 9 iunie       | Grado Open Grado, Italia Zgură – $115,000 – 32S/8Q/8D                                               | Tereza Valentová 6–2, 4–6, 6–1                        | Barbora Palicová                          | Petra Marčinko Dominika Šalková              | Veronika Erjavec Tyra Caterina Grant Sinja Kraus Julia Grabher             |
| 9 iunie       | Grado Open Grado, Italia Zgură – $115,000 – 32S/8Q/8D                                               | Quinn Gleason Ingrid Martins 6–2, 5–7, [10–5]         | Veronika Erjavec Dominika Šalková         | Petra Marčinko Dominika Šalková              | Veronika Erjavec Tyra Caterina Grant Sinja Kraus Julia Grabher             |
| 9 iunie       | Ilkley Trophy Ilkley, Regatul Unit Iarbă – $115,000 – 32S/24Q/8D                                    | Iva Jovic 6–1, 6–3                                    | Rebecca Marino                            | Céline Naef Viktorija Golubic                | Alexandra Eala Amarni Banks Talia Gibson Diane Parry                       |
| 9 iunie       | Ilkley Trophy Ilkley, Regatul Unit Iarbă – $115,000 – 32S/24Q/8D                                    | Isabelle Haverlag Simona Waltert 6–1, 6–1             | Vitalia Diatchenko Eden Silva             | Céline Naef Viktorija Golubic                | Alexandra Eala Amarni Banks Talia Gibson Diane Parry                       |
| 7 iulie       | Hall of Fame Open Newport, Statele Unite Iarbă – 115.000 $ – 32S/16Q/16D                            | Caty McNally 2–6, 6–4, 6–2                            | Tatjana Maria                             | Carol Zhao Elizabeth Mandlik                 | Sayaka Ishii Alana Smith Talia Gibson Lucrezia Stefanini                   |
| 7 iulie       | Hall of Fame Open Newport, Statele Unite Iarbă – 115.000 $ – 32S/16Q/16D                            | Carmen Corley Ivana Corley 7–6(7–4), 6–3              | Arianne Hartono Prarthana Thombare        | Carol Zhao Elizabeth Mandlik                 | Sayaka Ishii Alana Smith Talia Gibson Lucrezia Stefanini                   |
| 7 iulie       | Nordea Open Båstad, Suedia Zgură – 115.000 $ – 32S/16D                                              | Elisabetta Cocciaretto 6–3, 6–4                       | Katarzyna Kawa                            | Antonia Ružić Mayar Sherif                   | Lucia Bronzetti Louisa Chirico Dalma Gálfi Darja Semeņistaja               |
| 7 iulie       | Nordea Open Båstad, Suedia Zgură – 115.000 $ – 32S/16D                                              | Jesika Malečková Miriam Škoch 6–4, 6–3                | Irene Burillo Berfu Cengiz                | Antonia Ružić Mayar Sherif                   | Lucia Bronzetti Louisa Chirico Dalma Gálfi Darja Semeņistaja               |
| 7 iulie       | Grand Est Open 88 Contrexéville, Franța Zgură – $115,000 – 32S/8Q/16D                               | Francesca Jones 6–4, 7–6(7–2)                         | Elsa Jacquemot                            | Oksana Selekhmeteva Petra Marčinko           | Varvara Gracheva Simona Waltert Rebeka Masarova Lola Radivojević           |
| 7 iulie       | Grand Est Open 88 Contrexéville, Franța Zgură – $115,000 – 32S/8Q/16D                               | Quinn Gleason Ingrid Martins 6–1, 7–6(7–4)            | Emily Appleton Isabelle Haverlag          | Oksana Selekhmeteva Petra Marčinko           | Varvara Gracheva Simona Waltert Rebeka Masarova Lola Radivojević           |
| 14 iulie      | ATV Bancomat Tennis Open Roma, Italia Zgură – $115,000 – 32S/8Q/8D                                  | Petra Marčinko 6–3, 4–6, 6–3                          | Oksana Selekhmeteva                       | Tamara Zidanšek Darja Semeņistaja            | Varvara Lepchenko Dalila Spiteri Alisa Oktiabreva Tyra Caterina Grant      |
| 14 iulie      | ATV Bancomat Tennis Open Roma, Italia Zgură – $115,000 – 32S/8Q/8D                                  | Cho I-hsuan Cho Yi-tsen 4–6, 6–4, [10–6]              | Ekaterine Gorgodze Darja Semeņistaja      | Tamara Zidanšek Darja Semeņistaja            | Varvara Lepchenko Dalila Spiteri Alisa Oktiabreva Tyra Caterina Grant      |
| 14 iulie      | Eupago Porto Open Porto, Portugalia Hard – $115,000 – 32S/16Q/15D                                   | Tereza Valentová 6–4, 6–2                             | Lanlana Tararudee                         | Himeno Sakatsume Anna-Lena Friedsam          | Vitalia Diatchenko Gao Xinyu Angelina Voloshchuk Mai Hontama               |
| 14 iulie      | Eupago Porto Open Porto, Portugalia Hard – $115,000 – 32S/16Q/15D                                   | Carmen Corley Ivana Corley 6–3, 6–1                   | Liang En-shuo Peangtarn Plipuech          | Himeno Sakatsume Anna-Lena Friedsam          | Vitalia Diatchenko Gao Xinyu Angelina Voloshchuk Mai Hontama               |
| 21 iulie      | Palermo Ladies Open Palermo, Italia Zgură – $115,000 – 32S/16Q/8D                                   | Francesca Jones 6–3, 6–2                              | Anouk Koevermans                          | Tatiana Prozorova Julia Grabher              | Hanne Vandewinkel Panna Udvardy Kaitlin Quevedo Tamara Zidanšek            |
| 21 iulie      | Palermo Ladies Open Palermo, Italia Zgură – $115,000 – 32S/16Q/8D                                   | Estelle Cascino Feng Shuo 6–2, 6–7(2–7), [10–7]       | Momoko Kobori Ayano Shimizu               | Tatiana Prozorova Julia Grabher              | Hanne Vandewinkel Panna Udvardy Kaitlin Quevedo Tamara Zidanšek            |
| 28 iulie      | Polish Open Varșovia, Polonia Hard – $115,000 – 32S/8Q/8D                                           | Kateřina Siniaková 6–1, 6–2                           | Viktorija Golubic                         | Victoria Jiménez Kasintseva Dominika Šalková | Alina Korneeva Ella Seidel Daria Snigur Kyōka Okamura                      |
| 28 iulie      | Polish Open Varșovia, Polonia Hard – $115,000 – 32S/8Q/8D                                           | Weronika Falkowska Dominika Šalková 6–2, 6–1          | Isabelle Haverlag Martyna Kubka           | Victoria Jiménez Kasintseva Dominika Šalková | Alina Korneeva Ella Seidel Daria Snigur Kyōka Okamura                      |
| 1 septembrie  | WTA Changsha Open Changsha, China Zgură – $115,000 – 32S/16Q/8D                                     | vs                                                    | vs                                        | vs · vs                                      | vs · vs · vs · vs                                                          |
| 1 septembrie  | WTA Changsha Open Changsha, China Zgură – $115,000 – 32S/16Q/8D                                     | / · vs · /                                            |                                           | vs · vs                                      | vs · vs · vs · vs                                                          |
| 1 septembrie  | Guadalajara 125 Open Guadalajara, Mexic Hard – $115,000 – 32S/8Q/8D                                 | vs                                                    | vs                                        | vs · vs                                      | vs · vs · vs · vs                                                          |
| 1 septembrie  | Guadalajara 125 Open Guadalajara, Mexic Hard – $115,000 – 32S/8Q/8D                                 | / · vs · /                                            |                                           | vs · vs                                      | vs · vs · vs · vs                                                          |
| 1 septembrie  | Montreux Nestlé Open Montreux, Elveția Zgură – 115.000 $ – 32S/16Q/8D                               | vs                                                    | vs                                        | vs · vs                                      | vs · vs · vs · vs                                                          |
| 1 septembrie  | Montreux Nestlé Open Montreux, Elveția Zgură – 115.000 $ – 32S/16Q/8D                               | / · vs · /                                            |                                           | vs · vs                                      | vs · vs · vs · vs                                                          |
| 8 septembrie  | WTA 125 Huzhou Open Huzhou, China Zgură – $115,000 – 32S/16Q/8D                                     | vs                                                    | vs                                        | vs · vs                                      | vs · vs · vs · vs                                                          |
| 8 septembrie  | WTA 125 Huzhou Open Huzhou, China Zgură – $115,000 – 32S/16Q/8D                                     | / · vs · /                                            |                                           | vs · vs                                      | vs · vs · vs · vs                                                          |
| 8 septembrie  | \|WTA Zavarovalnica Sava Ljubljana Ljubljana, Slovenia Zgură – $115,000 – 32S/8Q/8D                 | vs                                                    | vs                                        | vs · vs                                      | vs · vs · vs · vs                                                          |
| 8 septembrie  | \|WTA Zavarovalnica Sava Ljubljana Ljubljana, Slovenia Zgură – $115,000 – 32S/8Q/8D                 | / · vs · /                                            |                                           | vs · vs                                      | vs · vs · vs · vs                                                          |
| 8 septembrie  | Open Internacional de San Sebastián San Sebastián, Spania Zgură – $115,000 – 32S/16Q/8D             | vs                                                    | vs                                        | vs · vs                                      | vs · vs · vs · vs                                                          |
| 8 septembrie  | Open Internacional de San Sebastián San Sebastián, Spania Zgură – $115,000 – 32S/16Q/8D             | / · vs · /                                            |                                           | vs · vs                                      | vs · vs · vs · vs                                                          |
| 15 septembrie | Lexus Tolentino Open Tolentino, Italia Zgură – $115,000 – 32S/16Q/8D                                | vs                                                    | vs                                        | vs · vs                                      | vs · vs · vs · vs                                                          |
| 15 septembrie | Lexus Tolentino Open Tolentino, Italia Zgură – $115,000 – 32S/16Q/8D                                | / · vs · /                                            |                                           | vs · vs                                      | vs · vs · vs · vs                                                          |
| 15 septembrie | Full Protein Caldas da Rainha Ladies Open Caldas da Rainha, Portugalia Hard – $115,000 – 32S/16Q/8D | vs                                                    | vs                                        | vs · vs                                      | vs · vs · vs · vs                                                          |
| 15 septembrie | Full Protein Caldas da Rainha Ladies Open Caldas da Rainha, Portugalia Hard – $115,000 – 32S/16Q/8D | / · vs · /                                            |                                           | vs · vs                                      | vs · vs · vs · vs                                                          |
| 22 septembrie | Jingshan Tennis Open Jingshan, China Hard – $115,000 – 32S/8Q/8D                                    | vs                                                    | vs                                        | vs · vs                                      | vs · vs · vs · vs                                                          |
| 22 septembrie | Jingshan Tennis Open Jingshan, China Hard – $115,000 – 32S/8Q/8D                                    | / · vs · /                                            |                                           | vs · vs                                      | vs · vs · vs · vs                                                          |
| 29 septembrie | Internazionali di Calabria Rende, Italia Zgură – $115,000 – 32S/16Q/8D                              | vs                                                    | vs                                        | vs · vs                                      | vs · vs · vs · vs                                                          |
| 29 septembrie | Internazionali di Calabria Rende, Italia Zgură – $115,000 – 32S/16Q/8D                              | / · vs · /                                            |                                           | vs · vs                                      | vs · vs · vs · vs                                                          |
| 29 septembrie | Suzhou WTA 125 Suzhou, China Hard – $115,000 – 32S/8Q/8D                                            | vs                                                    | vs                                        | vs · vs                                      | vs · vs · vs · vs                                                          |
| 29 septembrie | Suzhou WTA 125 Suzhou, China Hard – $115,000 – 32S/8Q/8D                                            | / · vs · /                                            |                                           | vs · vs                                      | vs · vs · vs · vs                                                          |
| 6 octombrie   | Mallorca Ladies Tennis Championships Mallorca, Spania Zgură – $115,000 – 32S/8Q/8D                  | vs                                                    | vs                                        | vs · vs                                      | vs · vs · vs · vs                                                          |
| 6 octombrie   | Mallorca Ladies Tennis Championships Mallorca, Spania Zgură – $115,000 – 32S/8Q/8D                  | / · vs · /                                            |                                           | vs · vs                                      | vs · vs · vs · vs                                                          |
| 6 octombrie   | Olbia Open Olbia, Italia Hard – $115,000 – 32S/8Q/16D                                               | vs                                                    | vs                                        | vs · vs                                      | vs · vs · vs · vs                                                          |
| 6 octombrie   | Olbia Open Olbia, Italia Hard – $115,000 – 32S/8Q/16D                                               | / · vs · /                                            |                                           | vs · vs                                      | vs · vs · vs · vs                                                          |
| 13 octombrie  | WTA 125 Jinan Open Jinan, China Hard – $115,000 – 32S/8Q/8D                                         | vs                                                    | vs                                        | vs · vs                                      | vs · vs · vs · vs                                                          |
| 13 octombrie  | WTA 125 Jinan Open Jinan, China Hard – $115,000 – 32S/8Q/8D                                         | / · vs · /                                            |                                           | vs · vs                                      | vs · vs · vs · vs                                                          |
| 13 octombrie  | Abierto Tampico [Tampico, Mexic Hard – $115,000 – 32S/8Q/8D                                         | vs                                                    | vs                                        | vs · vs                                      | vs · vs · vs · vs                                                          |
| 13 octombrie  | Abierto Tampico [Tampico, Mexic Hard – $115,000 – 32S/8Q/8D                                         | / · vs · /                                            |                                           | vs · vs                                      | vs · vs · vs · vs                                                          |
| 20 octombrie  | Querétaro Open Querétaro] Mexic Zgură – $115,000 – 32S/8Q/8D                                        | vs                                                    | vs                                        | vs · vs                                      | vs · vs · vs · vs                                                          |
| 20 octombrie  | Querétaro Open Querétaro] Mexic Zgură – $115,000 – 32S/8Q/8D                                        | / · vs · /                                            |                                           | vs · vs                                      | vs · vs · vs · vs                                                          |
| 20 octombrie  | Torneo Internazionale Citta di Rovereto Rovereto, Italia Hard (i) – $115,000 – 32S/8Q/8D            | vs                                                    | vs                                        | vs · vs                                      | vs · vs · vs · vs                                                          |
| 20 octombrie  | Torneo Internazionale Citta di Rovereto Rovereto, Italia Hard (i) – $115,000 – 32S/8Q/8D            | / · vs · /                                            |                                           | vs · vs                                      | vs · vs · vs · vs                                                          |
| 3 noiembrie   | Austin WTA 125 Austin, Statele Unite Hard – $115,000 – 32S/8Q/8D                                    | vs                                                    | vs                                        | vs · vs                                      | vs · vs · vs · vs                                                          |
| 3 noiembrie   | Austin WTA 125 Austin, Statele Unite Hard – $115,000 – 32S/8Q/8D                                    | / · vs · /                                            |                                           | vs · vs                                      | vs · vs · vs · vs                                                          |
| 3 noiembrie   | LP Open by IND Colina, Chile Clay – $115,000 – 32S/16Q/8D                                           | vs                                                    | vs                                        | vs · vs                                      | vs · vs · vs · vs                                                          |
| 3 noiembrie   | LP Open by IND Colina, Chile Clay – $115,000 – 32S/16Q/8D                                           | / · vs · /                                            |                                           | vs · vs                                      | vs · vs · vs · vs                                                          |
| 24 noiembrie  | IEB+ Argentina Open Buenos Aires, Argentina Zgură – $115,000 – 32S/16Q/8D                           | vs                                                    | vs                                        | vs · vs                                      | vs · vs · vs · vs                                                          |
| 24 noiembrie  | IEB+ Argentina Open Buenos Aires, Argentina Zgură – $115,000 – 32S/16Q/8D                           | / · vs · /                                            |                                           | vs · vs                                      | vs · vs · vs · vs                                                          |
| 24 noiembrie  | WTA Osijek Open Osijek, Croația Hard (i) – $115,000 – 32S/16Q/8D                                    | vs                                                    | vs                                        | vs · vs                                      | vs · vs · vs · vs                                                          |
| 24 noiembrie  | WTA Osijek Open Osijek, Croația Hard (i) – $115,000 – 32S/16Q/8D                                    | / · vs · /                                            |                                           | vs · vs                                      | vs · vs · vs · vs                                                          |
| 1 decembrie   | Open in Arte Angers Loire Angers, Franța Hard (i) – $115,000 – 32S/8Q/8D                            | vs                                                    | vs                                        | vs · vs                                      | vs · vs · vs · vs                                                          |
| 1 decembrie   | Open in Arte Angers Loire Angers, Franța Hard (i) – $115,000 – 32S/8Q/8D                            | / · vs · /                                            |                                           | vs · vs                                      | vs · vs · vs · vs                                                          |
| 8 decembrie   | Open de Limoges Limoges, Franța Hard (i) – $115,000 – 32S/8Q/8D                                     | vs                                                    | vs                                        | vs · vs                                      | vs · vs · vs · vs                                                          |
| 8 decembrie   | Open de Limoges Limoges, Franța Hard (i) – $115,000 – 32S/8Q/8D                                     | / · vs · /                                            |                                           | vs · vs                                      | vs · vs · vs · vs                                                          |

## Informații statistice
Tabelul de mai jos prezintă numărul de titluri de simplu (S) și de dublu (D) câștigate de fiecare națiune în timpul sezonului. Națiunile sunt sortate în funcție de: 1) numărul total de titluri (un titlu la dublu câștigat de doi jucători reprezentând aceeași națiune contează ca o singură victorie pentru națiunea respectivă); 2) o ierarhie simplu > dublu.
WTA a anunțat în martie 2022 că jucătorii care reprezintă Rusia sau Belarus nu vor putea concura sub steagul țării lor respective din cauza invaziei rusești din Ucraina din 2022. Acești jucători nu au concurat sub nicio naționalitate, iar titlurile câștigate de aceste jucătoare nu au fost luate în calcul în calculul total de titluri al unei țări.

### Titluri câștigate per țară
| Total | Țară                  | S | D |
| ----- | --------------------- | - | - |
| 10    | Cehia (CZE)           | 4 | 6 |
| 7     | Statele Unite (USA)   | 2 | 5 |
| 4     | Marea Britanie (GBR)  | 3 | 1 |
| 4     | Ungaria (HUN)         | 2 | 2 |
| 4     | Elveția (SUI)         | 1 | 3 |
| 3     | România (ROU)         | 3 | 0 |
| 3     | Japonia (JPN)         | 2 | 1 |
| 3     | Australia (AUS)       | 0 | 3 |
| 2     | Argentina (ARG)       | 1 | 1 |
| 2     | Belgia (BEL)          | 1 | 1 |
| 2     | Spania (ESP)          | 1 | 1 |
| 2     | Brazilia (BRA)        | 0 | 2 |
| 2     | Polonia (POL)         | 0 | 2 |
| 1     | Columbia (COL)        | 1 | 0 |
| 1     | Croația (CRO)         | 1 | 0 |
| 1     | Egipt (EGY)           | 1 | 0 |
| 1     | Italia (ITA)          | 1 | 0 |
| 1     | Letonia (LAT)         | 1 | 0 |
| 1     | Serbia (SRB)          | 1 | 0 |
| 1     | Canada (CAN)          | 0 | 1 |
| 1     | China (CHN)           | 0 | 1 |
| 1     | Taipeiul Chinez (TPE) | 0 | 1 |
| 1     | Franța (FRA)          | 0 | 1 |
| 1     | Indonezia (INA)       | 0 | 1 |
| 1     | Țările de Jos (NED)   | 0 | 1 |
| 1     | Portugalia (POR)      | 0 | 1 |

## Distribuția punctelor
| Probă       | Câștigătoare | Finalistă | Semifinalistă | Sfertfinalistă | Runda doi | Runda unu | Calificare | Q2  | Q1  |
| ----------- | ------------ | --------- | ------------- | -------------- | --------- | --------- | ---------- | --- | --- |
| Simplu      | 125          | 81        | 49            | 27             | 15        | 1         | 6          | 4   | 1   |
| Dublu (16D) | 125          | 81        | 49            | 27             | 1         | N/A       | N/A        | N/A | N/A |
| Dublu (8D)  | 125          | 81        | 49            | 1              | N/A       | N/A       | N/A        | N/A | N/A |